# Securitas Deutschland
Die Securitas Holding GmbH, im Außenauftritt Securitas Deutschland, ist eine in Deutschland tätige Tochterfirma des schwedischen Sicherheitskonzerns Securitas AB.
Das Logo setzt sich aus drei roten Punkten und dem Schriftzug Securitas zusammen. Securitas Deutschland hat etwa 20.000 Mitarbeiter an über 90 Standorten und erzielte 2023 einen Umsatz von 1,150 Milliarden Euro. Der Sitz der Hauptniederlassung ist Düsseldorf.
Die drei Hauptsparten des Unternehmens sind spezialisierte Sicherheitsdienste, Mobile Dienste und technische Sicherheitssysteme.

## Geschichte
1934 gilt als Gründungsdatum der Securitas AB, als Erik Philipp-Sörensen in Helsingborg einen Sicherheitsdienst erwarb. Securitas Deutschland geht auf das 1964 gegründete „Werkschutz-Institut Helmut Sczesny“ zurück. Aus dieser Gesellschaft ging 1970 die „Werkschutz GmbH Frankfurt“ hervor, die spätere „Werkschutz-Gruppe Frankfurt“. 1993 wurde diese Unternehmensgruppe in eine Aktiengesellschaft, die „Deutsche Sicherheits AG“, umfirmiert. Die Übernahme durch die Securitas AB erfolgte 1998.
Die „Münchner Wach- und Schließgesellschaft“, die 1902 als eines der ersten Sicherheitsunternehmen in Deutschland gegründet worden war, wurde später ebenfalls Teil der Securitas-Gruppe.
Im Juli 2024 eröffnete das Unternehmen ein Experience Center am Standort in Ismaning.

## Geschäftsbereiche im Einzelnen
Securitas Deutschland bietet alle klassischen Sicherheitsdienste sowie neuere Entwicklungen an, ergänzt durch geprüfte technische Komponenten. Auftraggeber sind neben dem Privatsektor vor allem Chemie- und Pharmaunternehmen, Banken, die Industrie, der Handel sowie der Luftfahrtsektor und verschiedene Gebietskörperschaften.
Die Geschäftsfelder sind: Sicherheitslösungen für Private, öffentliche Hand, Finanz- und Gesundheitswesen, Einzelhandel, Energieversorgung, Aviation und Special Events.
An mobilen Diensten bietet Securitas branchenspezifische Revierkontrollen, Interventionen sowie Aufsperr- und Schließdienste für kleine und mittelständische Unternehmen an. Securitas bietet auch Alarmsysteme und Überwachung für KMUs, Privatpersonen und Eigenheime.
In den Notruf- und Serviceleitstellen überwachen Operatoren rund um die Uhr bundesweit mehr als 100.000 Objekte, 50.000 Gefahrenmeldeanlagen und 3.000 Notruf- und Störmeldungen. Sie überprüfen auch Alarmmeldungen von Videoüberwachungssystemen mit einer Analysesoftware und arrangieren im Notfall die Intervention.